# Charchilla
Charchilla es una localidad y comuna francesa situada en la región de Franco Condado, departamento de Jura, en el distrito de Saint-Claude y cantón de Moirans-en-Montagne.

## Geografía
Está situado en la región centro-este de Francia a corta distancia de la frontera con Suiza. Está emplazada al margen derecho del embalase del rio Ain.

## Demografía
| 194 | 159 | 173 | 233 | 251 | 249 | 225 |
| Para los censos de 1962 a 1999 la población legal corresponde a la población sin duplicidades (Fuente: INSEE [Consultar]) |     |     |     |     |     |     |